# 橘以政
橘 以政（たちばな の もちまさ）は、平安時代末期の貴族。筑後守・橘以長の子。官位は正四位下。橘氏長者。

## 経歴
初め鳥羽院の院蔵人を務めていたが、久寿2年（1155年）7月に後白河天皇の践祚に伴って六位蔵人に転じ、同年11月に従五位下に叙爵した。
のち、肥前守・筑前守・摂津守・筑後守などの受領を歴任したほか、中宮亮も務め、この間の文治3年（1187年）には造興福寺次官に任ぜられている。また、養和元年（1181年）8月に九条兼実の家司となった。
仁安元年（1166年）『橘逸勢伝』を撰している。橘氏長者は長子・以経が継承した。

## 官歴
- 時期不詳：正六位上[1]
- 久寿2年（1155年） 7月26日：六位蔵人、元一院蔵人一﨟[1]。11月22日：兼左近衛将監、従五位下[1]
- 保元2年（1157年） 正月24日：肥前守[1]
- 治承元年（1177年） 正月22日：見筑前前司[2]
- 文治3年（1187年） 7月：造興福寺次官
- 文治5年（1189年） 7月10日：見前摂津守[2]
- 建久5年（1194年） 9月22日：見正四位下[2]

## 系譜
- 父：橘以長（?-1169）
- 母：不詳
- 生母不詳の子女
  - 男子：橘以経
  - 男子：橘以輔
  - 男子：政舜